# Shane Archbold
Shane William Archbold (nascido em 2 de fevereiro de 1989) é um ciclista profissional neozelandês que compete no ciclismo de pista. Desde 2015 é membro da equipe alemã, Bora-Argon 18, de categoria UCI Continental Profissional. Archbold representou Nova Zelândia nos Jogos Olímpicos de Verão de 2012, onde terminou em sétimo no omnium.